# Stewart Rome
Stewart Rome, nato Septimus William Ryott (Newbury, 30 gennaio 1886 – Newbury, 26 febbraio 1965), è stato un attore inglese apparso in più di 150 film tra il 1913 e il 1950.
Nato a Newbury, nel Berkshire, nel 1886, prese il nome d'arte di Stewart Rome, che fu poi contestato senza successo da Cecil Hepworth, che usò anch'egli lo stesso nome. È diventato una grande star nell'era del cinema muto.

## Filmografia parziale
- The Chimes, regia di Thomas Bentley - cortometraggio (1914)
- Justice , regia di Frank Wilson (1914)
- The Girl Who Played the Game, regia di Warwick Buckland - cortometraggio (1914)
- The Girl Who Lived in Straight Street, regia di Warwick Buckland - cortometraggio (1914)
- Only a Flower Girl, regia di Warwick Buckland - cortometraggio (1914)
- Schoolgirl Rebels, regia di Frank Wilson - cortometraggio (1915)
- Face to Face , regia di Frank Wilson - cortometraggio (1916)
- Sangue gitano (Wings of the Morning), regia di Harold D. Schuster e non accreditato Glenn Tryon (1937)